# 四环庚烷
四环庚烷（英語：Quadricyclane）是一种具有高张力和笼状结构的烃，化学式为C7H8。为无色挥发性液体。其分子具有很高的环张力（应变能为78.7kcal/mol）。在低温下会缓慢的进行异构化。由于四环庚烷的应变结构和热稳定性，它已被广泛研究。

## 制备
四环庚烷由降冰片二烯（双环[2.2.1]-2,5-庚二烯） 在米氏酮或四乙基米氏酮等光敏剂作用下，经过过光激发反应得到。光敏剂也可采用丙酮、二苯基甲酮和苯乙酮等，但产率很低。使用新鲜蒸馏纯化得到的降冰片二烯产率最高，但通常采用市售的降冰片二烯也可产生可观的产率。

## 拟在储能方面运用
降冰片二烯转换成四环庚烷的反应需要在约300 nm波长的紫外光下进行。当四环庚烷变回降冰片二烯时，环应力以热量的形式释放（ΔH = −89 kJ/mol），根据此特性，该反应已被提议用于储存太阳能。然而该反应的光吸收限不会超过300 nm范围，且大多数太阳光的波长范围都集中在400 nm以上。
四环庚烷的相对稳定性和高能量密度也使其拟被用作推进剂添加剂或燃料。然而，四环庚烷的热分解温度在400°C以下，这种特性限制了其应用，因为推进系统可能在超过500°C的温度下运行。

## 反应
四环庚烷能轻易地与乙酸反应生成乙酸三环庚酯和外-乙酸降冰酯的混合物。四环庚烷还能和很多双烯反应生成1:1加成产物。